# 至福の教え

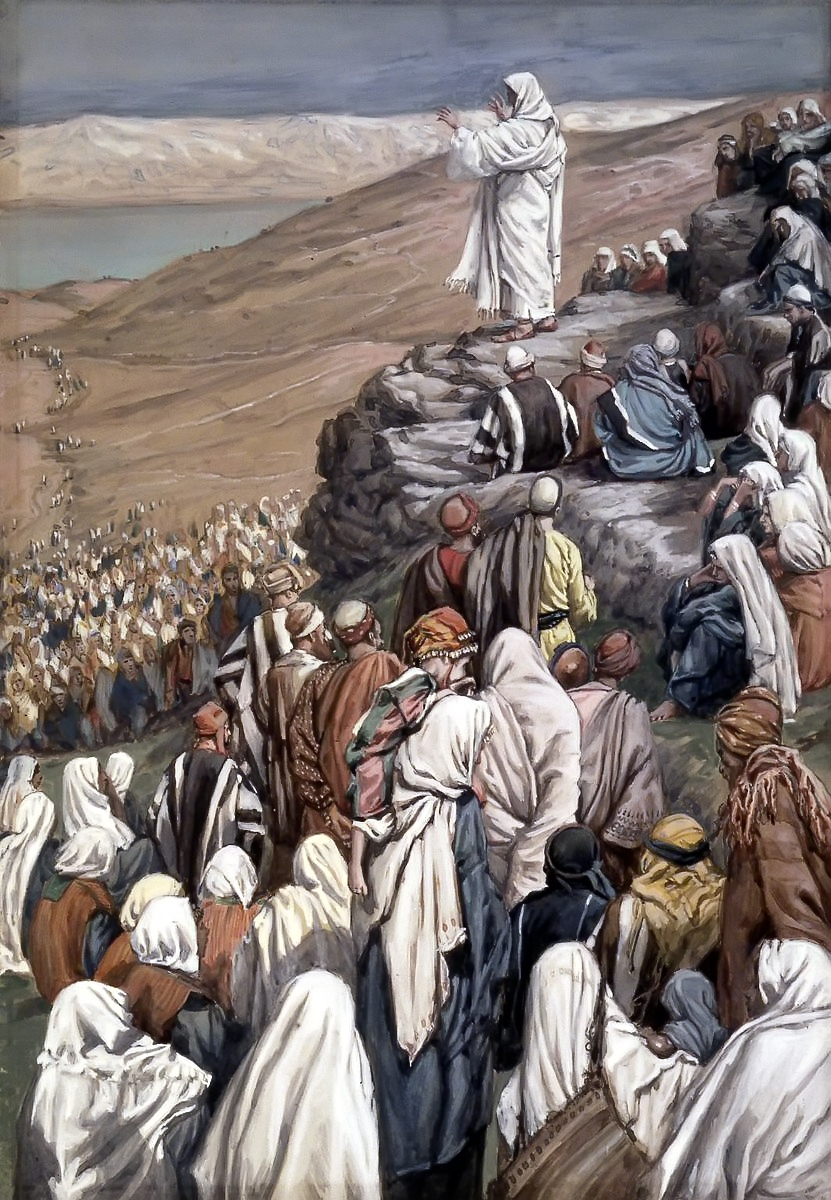
『至福の教え』（ジェームズ・ティソ画、ブルックリン美術館所蔵）

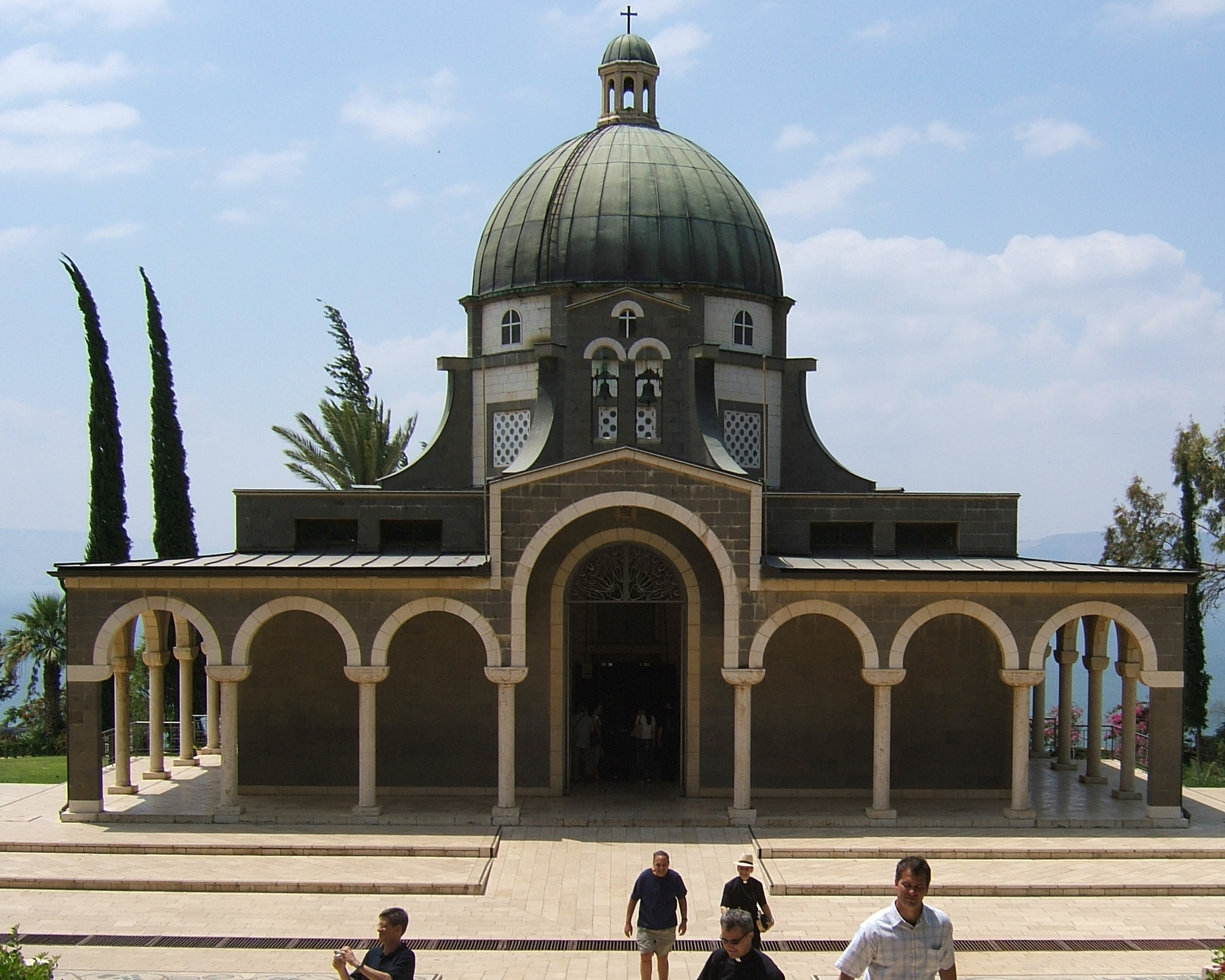
至福の教え教会（イスラエル・ガリラヤ湖北西岸）

至福の教え（しふくのおしえ、英語: The Beatitudes）はイエス・キリストが「山上の教え」の冒頭で、真の幸福とは何かを語ったもの。

## 概要
「至福の教え」は彼とその弟子たちの教えを記録した『新約聖書』の中の「マタイによる福音書」の「山上の垂訓」の冒頭（5章）にある。
（マタイ 5:21 - マタイ 7:29も参照）
中国と日本のみでは、マタイによる福音書5章3節ー10節までに八つの項目があるので、「八福の教え」といったり、カトリックでは「真福八端」（しんぷくはったん）と呼ばれる。（11節の項目は、弟子たちだけに向けたものという解釈である。）日本正教会では11節も入れて「真福九端」としても知られている。しかし、事柄が八つとか、九つというのは、あまり意味がない。
また、「ルカによる福音書」では「平地の教え」で6章20－22節に四つの幸い、6章24―26節で四つの災い（幸いの反対）として記述されている。
　（ルカ 6:20 - ルカ 6:26も参照）

## 礼拝における至福の教え
聖書の中でもよく知られた箇所であるが、カトリックとプロテスタントを含む西方教会では、例えば「改訂共通聖書日課」を使用する教会では3年に一度読まれるだけである（A/B/C年の内、A年公現日・顕現日後第4主日）。正教会を含む東方教会では、よく利用される「聖金口イオアン聖体礼儀」では、礼拝（奉神礼）の冒頭の第3のアンティフォンとして入っているので、ほぼ毎日曜日に聞く聖句で、より身近に感じることになる。

## カトリック教会
人間の人格の尊厳の根源は神の似姿として作られた為であり、人は霊的な不滅の霊魂と知性と自由な意思を備え、人が永遠の命において神を見るという「永遠の至福」へと秩序づけられていることにある。
真福八端（しんぷくはったん　beatitiudini evangeliche）は、唯一の教会（カトリック教会）において、人の行為の究極目的たる「永遠の至福」を明らかにするイエスの宣教の中心、御顔の反映であるとされ、至福への召命において、どのようにして至福に達するかにおいて、重要な教えとされている。（カトリック教会のカテキズム1716-1717；1725-1726）。

## 日本正教会

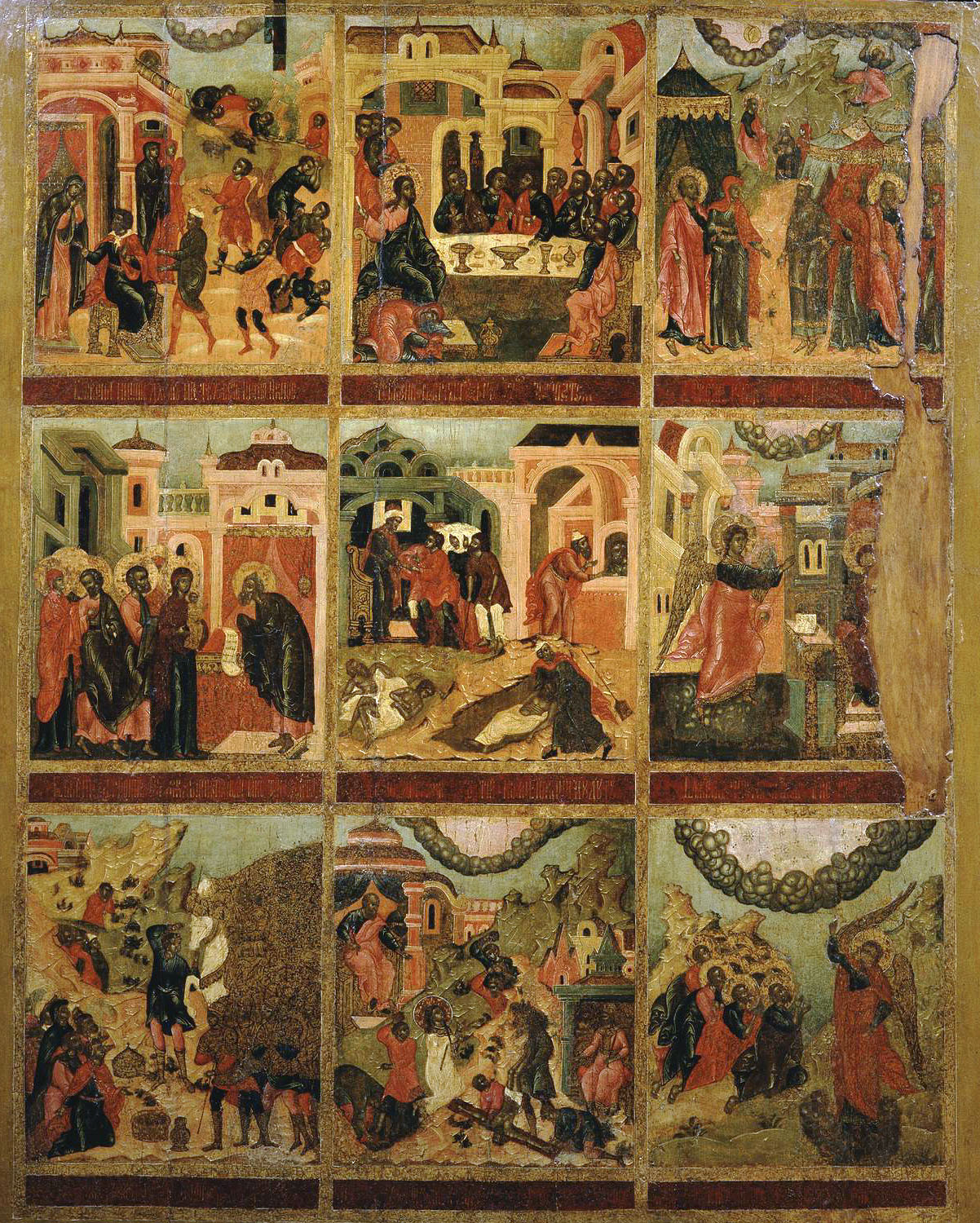
真福九端のイコン（18世紀より前・ロシア正教会）。

真福九端（しんぷくきゅうたん、ロシア語: Заповеди блаженства）は、正教会において最も頻繁に用いられる祈りの1つであり、題は日本正教会による訳語である。マタイによる福音書5章3節から12節までから取られた句に由来する。全体的に謙遜を意味していることから「謙遜の祈り」とも呼ばれる。

### 日本正教会の祈り
真福九端（カトリック教会とは句の数え方が違うため数字が異なる）は、信者の精神性・生活態度のあるべき姿について、イイスス・ハリストス（イエス・キリストのギリシャ語読み）が山上の垂訓において教えたものであるとされる。聖体礼儀で頻繁に歌われ、特別な祭日ではない主日（日曜日）においては殆ど欠かさず歌われる。
聖体礼儀においては、冒頭に「主や、爾の国に来らんとき、我等を記憶ひ（おもい）給へ」という善智なる盗賊（ぜんちなるとうぞく…イイスス・ハリストスが十字架に架けられた際に、その右側にともに十字架に付けられた盗賊のこと：「右盗」とも）の言葉を置き、その後にマタイによる福音書5章3節から12節から引用された祈りが続く。
階梯者聖イオアンの、天国への階段の教えと絡めて理解される事が多い。一段一段、信徒が上っていくべき心の状態を示しているとされる。

### 日本正教会の祈祷文題名
日本正教会では真福九端という呼び名が定着しているが、日本語以外の言語では"Во царствии Твоем"（『爾の國に』教会スラヴ語）、"In Thy kingdom"（『爾の國に』英語）のように、祈祷文の冒頭の句を題名として用いているものがある。正教会に限らず、キリスト教では祈祷文の題名に冒頭の句を用いること（インキピット）は一般的に行われる。
日本正教会においても祈祷文の冒頭の句を祈りの題名として用いるケースは数多くあるが（天の王など）、真福九端の場合、「主や爾の國に来らん時」などと表記することはまず無い。
聖体礼儀において第3アンティフォン（ロシア語: Антифон 3-й, 英語: Third Antiphon）として歌われる事が多いが、第3アンティフォンに用いられる祈祷文は真福九端に限定されず、日によって他の讃詞も用いられる。従って「真福九端＝第3アンティフォン」といった理解は誤りである。

### 祈祷文本文
以下は、日本正教会で聖体礼儀に用いられている祈祷文である。日本正教会発行の『時課經』（時課経）に拠ったが、一部、旧字体を簡略化するなどしている。

### 歌唱
聖体礼儀において、単純な伝統的旋律にのせて歌われるほか、作曲されたものを歌うこともある。聖体礼儀に含まれる祈祷文であるため、聖体礼儀全曲を作曲した作曲家であれば、真福九端も殆どの場合において作曲している。

## 日本語訳
「さいわいである」または「福である」という日本語訳に問題があると指摘する人もいる。ギリシャ語原文も「ジェームズ王版聖書」以降の英語訳聖書も、各項目は「祝福されるのは...」（英語: Blessed are ...）で始まっており、「幸い」または「福」という言葉は使っていない。「神から見て祝福されるのは....」という意味であると解釈すべきとする。ただし、意訳して分かり易くするために「さいわいである」とするのは、『エルサレム聖書』や『共同訳聖書』などの最近のフランス語訳聖書でも「Heureux ceux qui ...」とおこなわれている。